# Cleistogenes caespitosa
Cleistogenes caespitosa är en gräsart som beskrevs av Yi Li Keng. Cleistogenes caespitosa ingår i släktet Cleistogenes, och familjen gräs. Inga underarter finns listade i Catalogue of Life.